# Heilig-Kreuz-Kirche (Bludenz)

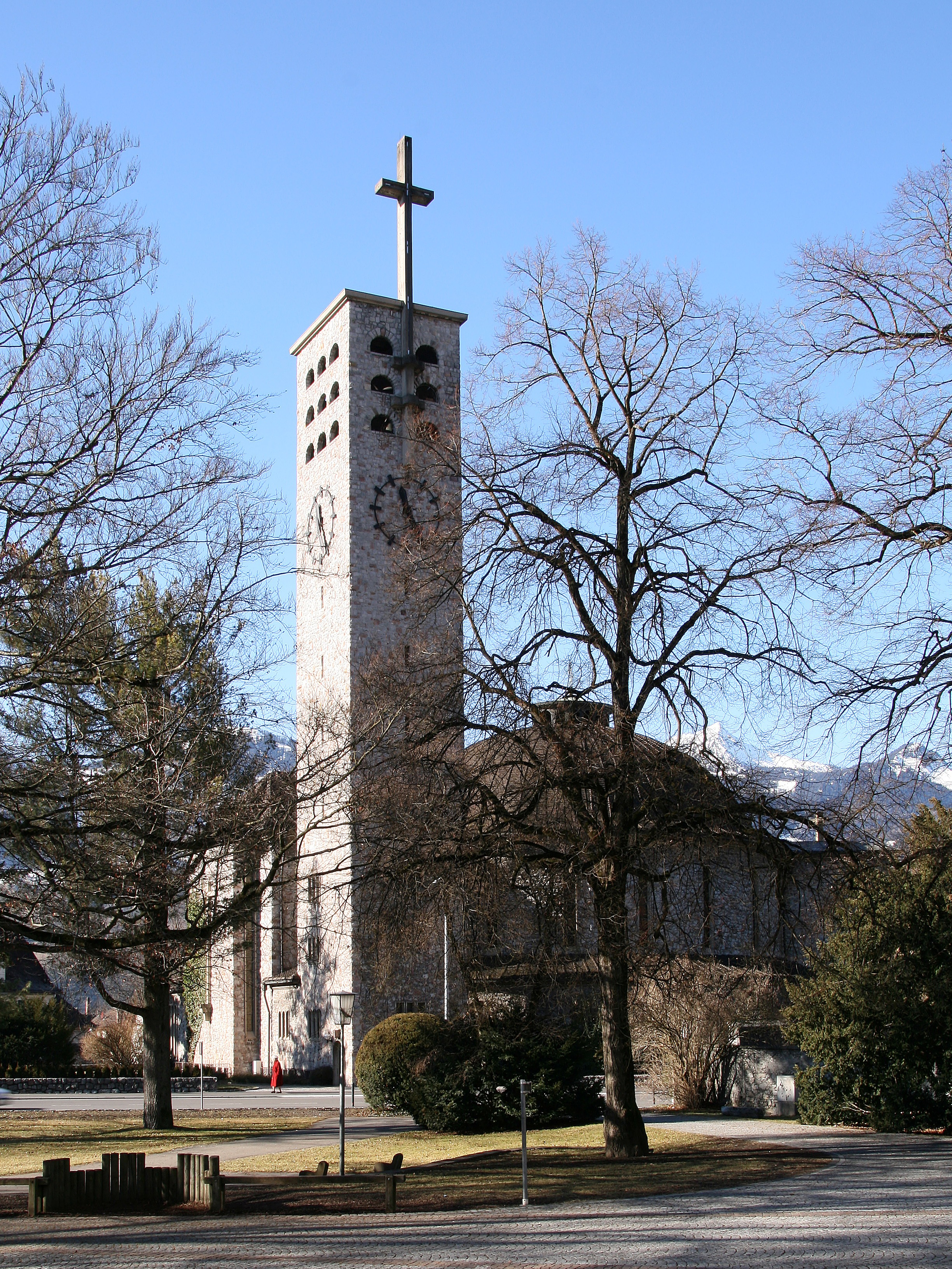
Hl. Kreuz-Kirche

Die Stadtpfarrkirche Hl. Kreuz ist eine römisch-katholische Kirche in der Stadt Bludenz in Vorarlberg. Die Kirche steht unter Denkmalschutz.

## Geschichte
Am heutigen Kirchenplatz wurde 1887 ein Friedhof aufgelassen. Eine kleine Hl.-Kreuz-Kirche wurde 1932 abgetragen. Von 1932 bis 1934 wurde, da die Laurentiuskirche für die zunehmende Anzahl der Katholiken in Bludenz zu klein wurde, eine Kirche nach den Plänen des Architekten Albert Otto Linder errichtet und 1934 geweiht. Die erste Orgel, ein Werk der Gebrüder Mayer, konnte 1936 eingeweiht werden. Die neue Kirche wurde mit einem fünfstimmigen Geläut mit der Tonfolge c´ – es´ – f´ – as´ – c´´ ausgestattet und 1939 zur Stadtpfarrkirche erhoben. Dieses Geläut wurde 1942 für Kriegszwecke beschlagnahmt.

## Architektur
Der Zentralbau mit dem Grundriss einer Ellipse und einer Flachkuppel wurde mit Kalk- und Quarzsteinen aus dem Steinbruch in Lorüns errichtet. Die gebrochenen, beschlagenen Steine zeigen sich unverputzt als Sichtmauerwerk. Der Turm mit rechteckigem Grundriss im Norden der Kirche ist mit einem Flachdach gedeckt. Mit Kreuz beträgt seine Höhe 51 m. In Höhe der Glockenstube sind an seinen breiteren Seiten je neun, an den schmaleren je sechs halbkreisförmige Schallöffnungen eingearbeitet. Er ist über die Sakristei mit dem Chor verbunden. Am Chor ist weiters eine Kapelle angebaut.
Der Zentralraum mit Rundbogenfenstern hat ein mit 18 strahlenartig angeordneten Rippen gegliedertes, 18 m hohes Flachkuppelgewölbe. Der Zentralraum hat einen niedrigeren Seitenumgang mit Rundbogenarkaden zur Mitte hin. Der Umgang hat eine Flachbalkendecke und Kreisfenster. Vor dem Chorrundbogen ist ein Zwischenraum mit einem Tonnengewölbe. Der quadratische Chor mit erhöhtem Fußboden und einem geraden Schluss ist mit einer flachen Kuppel überwölbt und hat seitlich Arkaden mit drei Bögen. Südlich des Chores ist die Theresienkapelle. Im Westen ist eine segmentbogenförmige Empore. Links des Einganges ist die Taufkapelle und rechts die Beichtkapelle. Im Untergeschoß ist eine Unterkirche und eine Pfarrbibliothek.
Die Glasgemälde schuf der Glasmaler Carl Rieder und zeigen in den Rundbogenfenstern vier Engel und Symbole der acht Seligkeiten, in den Kreisfenstern des Umganges die 12 Apostel, in der Theresienkapelle ein fünfteiliges Fenster mit Jesus und Maria, Josef, Kolping und die hl. Hildegard, über der Empore Papst Gregor der Große, Papst Pius XI. und Landesbischof, in der Taufkapelle den hl. Christophorus, in der Beichtkapelle den verlorenen Sohn, in der Sakristei die Heiligen Jean-Marie Vianney, Don Bosco und Tharcisius.
Die ebenfalls von Otto Linder entworfene Herz-Jesu-Kirche (Pforzheim) ähnelt der Bludenzer Heilig-Kreuz-Kirche in der äußeren Gestalt.

## Ausstattung
Den Volksaltar schuf 1976 der Bildhauer Herbert Albrecht. Die Figuren an der Chorbogenwand, links Immaculata, rechts hl. Josef, beide nach einem Entwurf von Carl Rieder, schufen Franz Albertani und Johann Buchgschendtner. Die Kreuzwegreliefs schuf der Bildhauer Emil Suthar.
Die heutige Orgel ist ein 1992 errichtetes Werk von Martin Pflüger aus Feldkirch. Sie umfasst 44 Register auf drei Manualen und Pedal.
Im Kirchturm hängt ein fünfstimmiges Glockengeläut aus Bronze. Vier dieser Glocken goss die Innsbrucker Glockengießerei Grassmayr im Jahr 1950. Sie hängen an geraden Holzjochen. 1981 kam eine fünfte Glocke aus der gleichen Gießerei hinzu, welche an einem gekröpften Metalljoch hängt. In der Glockenstube befindet sich weiterhin eine Motorsirene.
| Glocke | Name                 | Gussjahr | Durchmesser | Gewicht | Schlagton |
| ------ | -------------------- | -------- | ----------- | ------- | --------- |
| 1      | Heilig-Kreuz-Glocke  | 1981     |             | 2321 kg | c'+0      |
| 2      | Gedächtnisglocke     | 1950     | 1280 mm     | 1200 kg | es'+4     |
| 3      | Marienglocke         | 1950     | 1150 mm     | 0938 kg | f'-1      |
| 4      | Antoniusglocke       | 1950     | 1030 mm     | 0660 kg | g'-4      |
| 5      | Josefs-, Totenglocke | 1950     | 0860 mm     | 0385 kg | b'+1      |

Die Kirche bietet etwa 800 Sitz- und 1000 Stehplätze.